# Loubaresse, Cantal

Loubaresse este o comună în departamentul Cantal, Franța. În 1 ianuarie 2018 avea o populație de 427 de locuitori.